# 中山寺駅

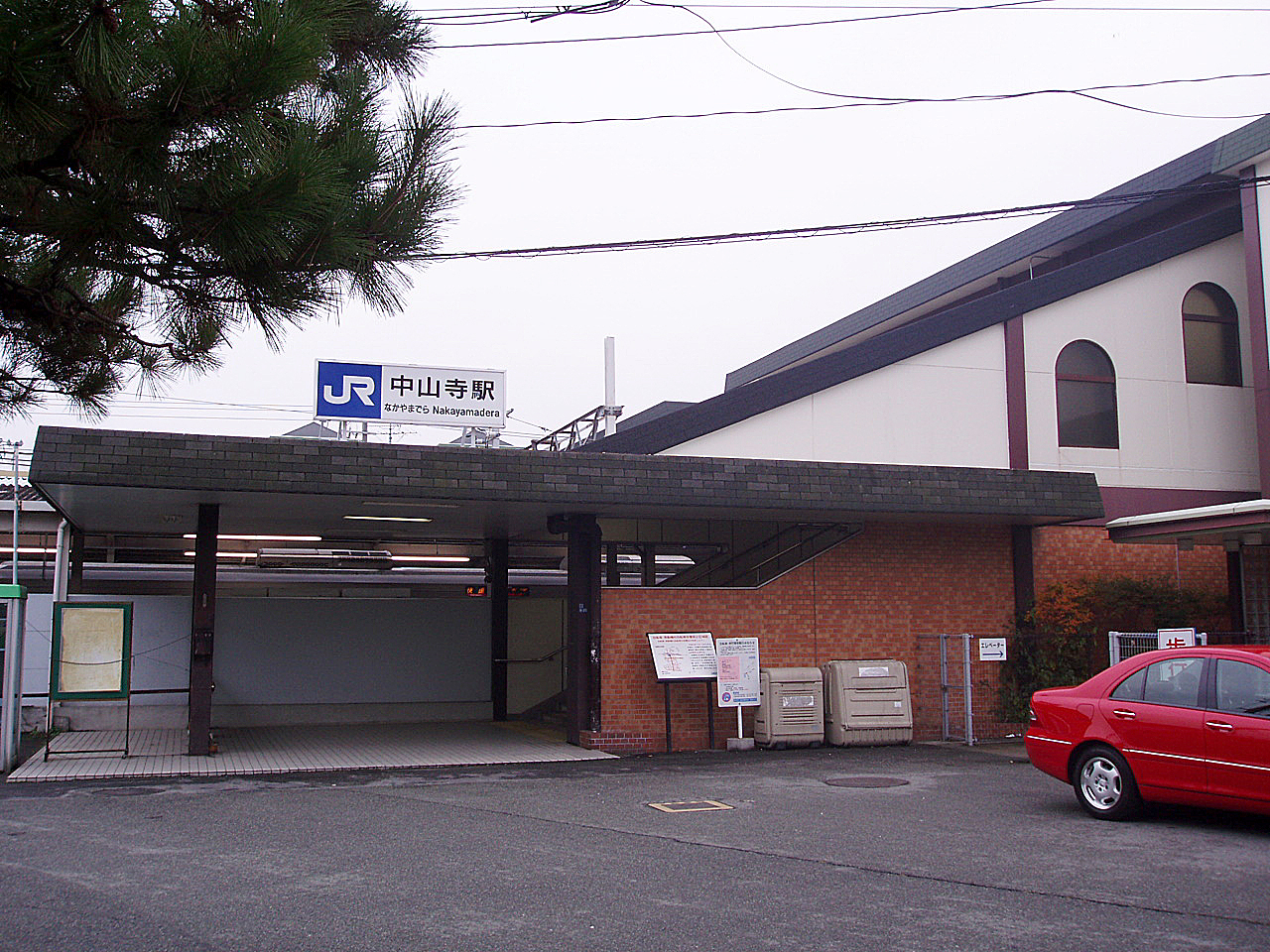
北口（2006年12月）

中山寺駅（なかやまでらえき）は、兵庫県宝塚市中筋四丁目にある、西日本旅客鉄道（JR西日本）福知山線の駅である。駅番号はJR-G55。
JR西日本交通サービスによる業務委託駅（宝塚駅の被管理駅）で、アーバンネットワークおよび「JR宝塚線」の愛称区間、ICOCAの利用可能エリアに含まれている（相互利用ICカードはICOCAの項を参照）。

## 歴史
阪鶴鉄道により、1897年に「中山駅」として開業。国有化を機に横浜線の中山駅（神奈川県横浜市緑区）と区別するため、現在の「中山寺駅」に改称された。なお、近接する阪急宝塚本線の中山観音駅も開業当初は「中山寺」を名乗っていた。
国鉄時代は早くから無人駅化されていた。国道176号を挟み、駅北側の山手を走る阪急沿線に比べ、田畑が一面に広がり、駅前も寂しい状態だった。
1980年12月の複線化と1981年4月の電化に合わせ、駅舎が橋上化されたが、相変わらず駅は無人のままで、周囲も大きく変化しなかった。しかし、JR民営化後に行われた宝塚市の土地区画整理事業により、バスやタクシーが乗り入れる駅南側広場や地下自転車駐車場、商業施設が整備された。駅周辺の住宅開発も急速に進んで乗降客が著しく増え、駅員配置化や快速列車が停車するまでになった。
第二次世界大戦中には、旧大阪陸軍獣医資材支廠長尾分廠（伊丹市北野1丁目）及び野里兵器廠（宝塚市山本野里2丁目、跡地は陸上自衛隊山本宿舎）に向けて専用線が分岐していたが、戦後に廃止され、路線跡は道路になっている。天井川である天神川の鉄道時代のトンネルも残されており、2013年現在も生活道路として使われている。

### 年表
- 1897年（明治30年）12月27日：阪鶴鉄道の池田駅（現・川西池田駅） - 宝塚駅間延伸により中山駅として開業[1]。旅客・貨物の取り扱いを開始[2]。
- 1907年（明治40年）8月1日：阪鶴鉄道国有化[3]。帝国鉄道庁の駅となる。
- 1909年（明治42年）10月12日：線路名称制定[3]。阪鶴線所属駅となる[3]。
- 1912年（明治45年）3月1日：線路名称改定[3]。阪鶴線の福知山駅以南が福知山線に改称し、当駅もその所属となる[3]。
- 1915年（大正4年）9月11日：中山寺駅に改称[1]。
- 1971年（昭和56年）3月1日：貨物および荷物の取り扱いを廃止[2][4]。駅員無配置駅となる[5]。
- 1982年（昭和57年）：橋上駅舎化[1]。
- 1987年（昭和62年）4月1日：国鉄分割民営化により、西日本旅客鉄道（JR西日本）の駅となる[3]。
- 1988年（昭和63年）3月13日：路線愛称の制定により、「JR宝塚線」の愛称を使用開始。
- 1997年（平成9年）12月17日：自動改札機を設置し、供用開始[6]。
- 2003年（平成15年）
  - 8月18日：駅南側への伊丹市営バスの乗り入れが開始される。
  - 11月1日：ICカード「ICOCA」の利用が可能となる[7]。
  - 12月1日：丹波路快速・快速の停車駅となる[1][8]。
- 2005年（平成17年）
  - 4月25日：JR福知山線脱線事故の影響で列車の発着が無くなる[3]（みどりの窓口のみ営業）。
  - 6月19日：福知山線が復旧[3]。55日ぶりに営業を再開。
- 2011年（平成23年）3月8日：JR宝塚・JR東西・学研都市線運行管理システム導入。接近メロディ導入。
- 2012年（平成24年）8月1日：駅北側ロータリー整備に伴い、阪急バスの乗り入れが開始される。
- 2018年（平成30年）3月17日：当駅に駅ナンバリング「JR-G55」が導入され、使用を開始。
- 2025年（令和7年）3月15日：ダイヤ改正に伴い、特急「こうのとり」下り19・21・23号と上り2・4号が新たに停車となる[9]。

## 駅構造

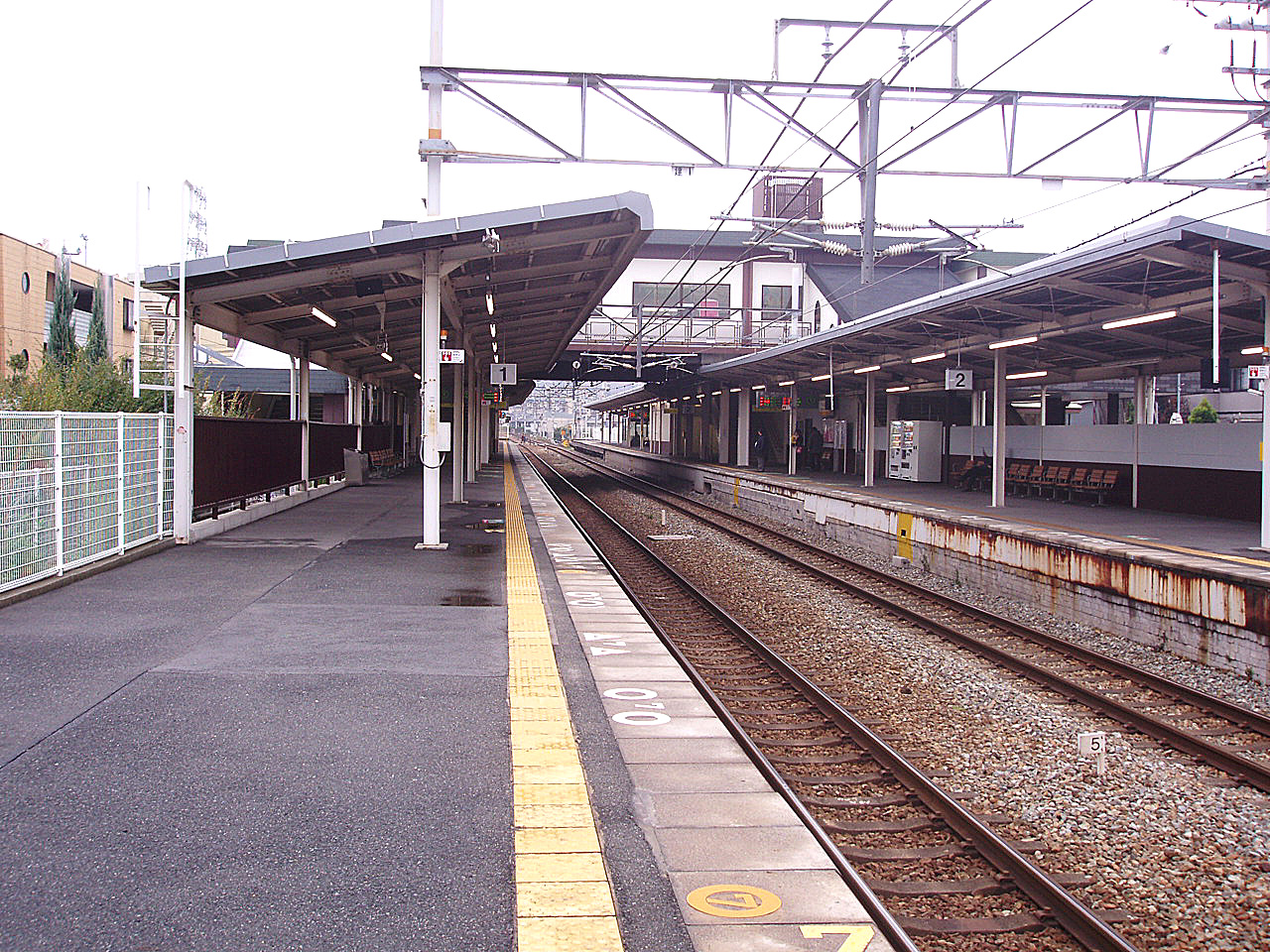
ホーム（2006年12月）

相対式2面2線のホームを持つ地上駅で、橋上駅舎を有している。分岐器や絶対信号機を持たないため、停留所に分類される。福知山線電化・複線化に伴う川西池田駅移転の関係で一時期下り待避線が設置されていた。
現在の駅舎は、宝塚駅までの区間が電化された時に旧来の木造駅舎に代わって建てられたもので、基本的な構造は川西池田駅と同じである。改築前の木造駅舎は現在の北口側に設けられていたが、跨線橋がなく、下り（福知山）方面のホームへは構内踏切を横断する必要があった。
改札口は橋上にある1ヶ所のみ。自動改札機は入場専用・出場専用・入出場兼用がそれぞれ1通路、計3通路あるが、快速列車の停車開始などで乗客が増えてからも増設されていない。
快速列車の停車開始と共にみどりの窓口が設置された。駅構内にキヨスクなどの売店はないが、2017年9月上旬には北口に「セブン-イレブン ハートイン」がオープンした。

### のりば
| のりば | 路線     | 方向 | 行先                   |
| ------ | -------- | ---- | ---------------------- |
| 1      | JR宝塚線 | 下り | 宝塚・三田・福知山方面 |
| 2      | JR宝塚線 | 上り | 尼崎・大阪方面         |

- 上表の路線名は旅客案内上の名称（愛称）で表記している。

## ダイヤ
日中時間帯は1時間に8本が停車する（区間快速と普通列車がそれぞれ4本）。
朝晩にはJR東西線に直通する快速も停車するほか、朝ラッシュ時の大阪方面は特に本数が多くなる。
特急は川西池田駅と同じく1日に5本（朝に大阪方面の上り2本と夜に福知山方面の下り3本）が停車する（2025年3月15日以降のダイヤ改正より）。

## 利用状況
当駅周辺の宅地化の進展や快速列車の停車開始により、2020年のコロナ禍に入るまで乗降客数は増加傾向が続いていた。
阪急宝塚本線の中山観音駅が近接しており、競合関係にある。JRでは、当駅を含む宝塚駅 - 大阪駅および北新地駅との間に特定区間運賃を設定するなどして阪急に対抗している。快速列車の停車を機に利便性をより向上させるため、2013年1月31日までは、みどりの窓口で宝塚駅発着の『昼間特割きっぷ』を販売していた。
伊丹市の市境も近いため、同市北部の住民の利用も一定数あり、快速列車が停車するようになった2003年からは伊丹市営バスも乗り入れている。
「兵庫県統計書」によると、2021年（令和3年）度の1日平均乗車人員は7,987人である。近年の1日平均乗車人員は以下の通り。
| 年度   | 1日平均 乗車人員 |
| ------ | ---------------- |
| 1995年 | 2,827            |
| 1996年 | 3,017            |
| 1997年 | 3,685            |
| 1998年 | 3,960            |
| 1999年 | 4,157            |
| 2000年 | 4,276            |
| 2001年 | 4,400            |
| 2002年 | 4,552            |
| 2003年 | 5,471            |
| 2004年 | 6,526            |
| 2005年 | 6,496            |
| 2006年 | 7,429            |
| 2007年 | 7,792            |
| 2008年 | 7,961            |
| 2009年 | 8,057            |
| 2010年 | 8,404            |
| 2011年 | 8,698            |
| 2012年 | 8,787            |
| 2013年 | 8,914            |
| 2014年 | 9,022            |
| 2015年 | 9,283            |
| 2016年 | 9,318            |
| 2017年 | 9,390            |
| 2018年 | 9,474            |
| 2019年 | 9,543            |
| 2020年 | 7,859            |
| 2021年 | 7,987            |

## 駅周辺
広範囲にわたって住宅地が広がっている。

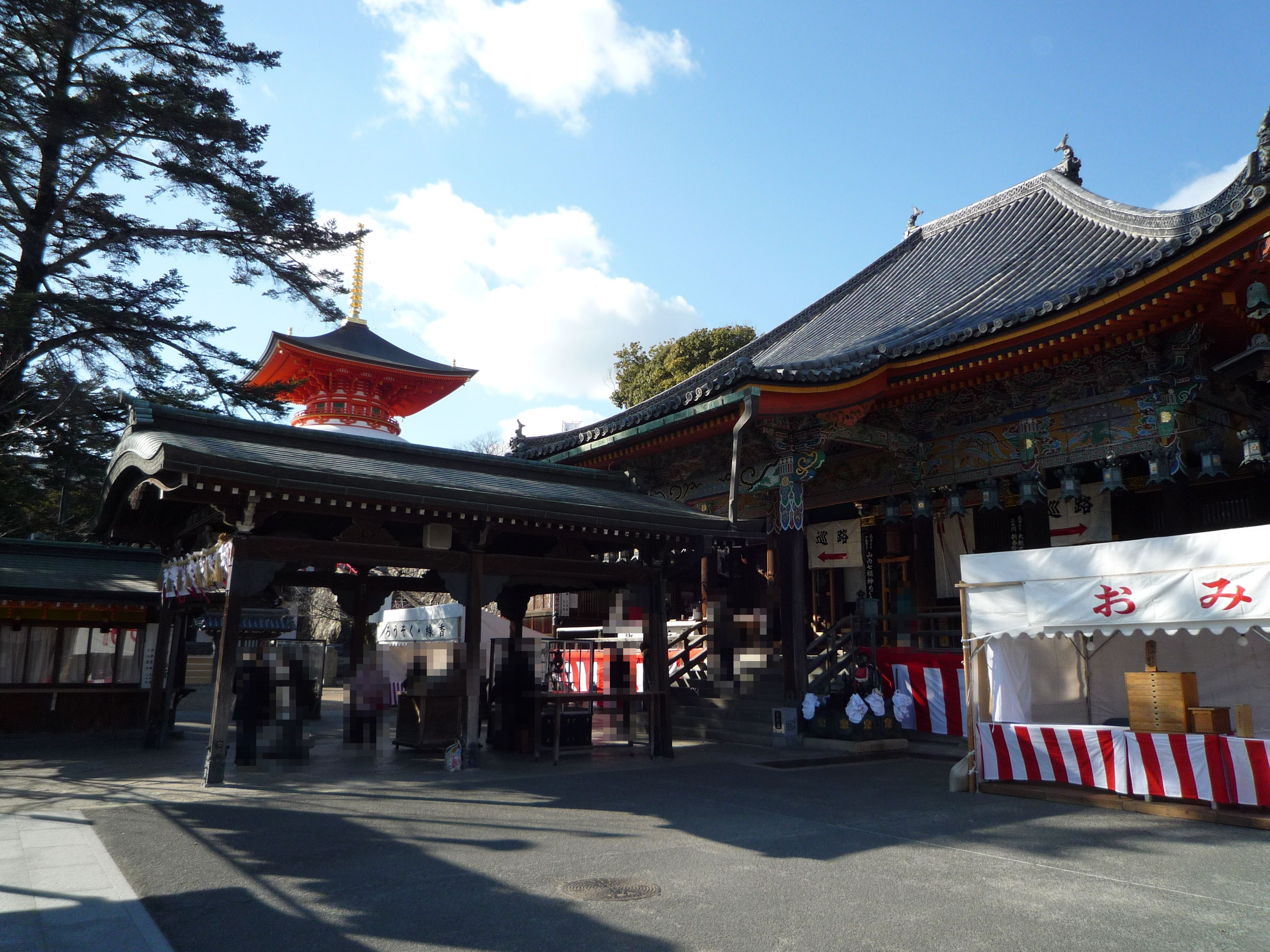
中山観音

駅名の通り、JRにおける中山寺への玄関口だが、当駅からは1 km以上離れている（徒歩で約15分、最も近い鉄道駅は阪急中山観音駅）。
北口
- セブン-イレブン ハートイン
- 中山寺
- 中筋会館
- 兵庫県道131号中山寺停車場中山寺線
- 国道176号

南口
- マーケットスクエア中山寺（東急不動産によるショッピングセンター。2003年にオープンした「グランドゲート宝塚[14]」から改称）
  - ライフ（ラッキーの退去跡に2023年3月14日開業[15]）
  - ホームセンターコーナン
  - ジョーシン
  - SPORTS DEPO
  - 銀行ATM（ゆうちょ銀行、三菱UFJ銀行）
- ミニストップ
- 佐川急便 箕面店宝塚営業所
- ヤマト運輸 宝塚東支店
- 宝塚市立長尾中学校
- 大阪芸術大学短期大学部 伊丹キャンパス
- 荒牧バラ公園
- 兵庫県道335号中野中筋線
- 中国自動車道 宝塚インターチェンジ・宝塚バスストップ

## バス路線
駅の南北にロータリーが整備されており、その双方に阪急バス、南口のみに伊丹市営バスが乗り入れている。
阪急バス
- 南口（JR中山寺駅（南口）停留所[注釈 3]）
  - 宝塚市内線
    - 72系統：阪急逆瀬川駅
    - 77系統：野里方面（循環）

  - 武庫川新橋線
    - 91系統：阪急仁川駅 ※1日1往復のみ

- 北口（JR中山寺駅（北口）停留所[注釈 3]）
  - 宝塚山手中山台線
    - 86系統：阪急山本駅
    - 150系統：五月台・桜台方面（循環）
    - 50系統：五月台・桜台方面（循環）/ 阪急中山観音駅（南口）・宝塚営業所前

  - 宝塚市内線
    - 75系統：五月台五丁目 / 阪急逆瀬川駅

伊丹市営バス
- JR中山寺停留所
  - 5系統・52系統：JR伊丹

## 隣の駅
西日本旅客鉄道（JR西日本）
 JR宝塚線（福知山線）
- 特急「こうのとり」一部停車駅

■ 丹波路快速・■ 快速・■ 区間快速・■ 普通
川西池田駅 (JR-G54) - 中山寺駅 (JR-G55) - 宝塚駅 (JR-G56)
- 当駅 - 宝塚駅間に新駅の設置計画がある（開業時期未定）。